# Neuforweiler
Pour l’article homonyme, voir Altforweiler.
Neuforweiler est un quartier de la ville allemande de Sarrelouis en Sarre.

## Histoire
Ce village s’est anciennement appelé : Bourg-Dauphin, Forweiller-nouveau et Forweiler-nouveau.
Ancienne commune du département de la Moselle dans le canton de Sarrelouis, comptait 436 habitants en 1802. Fut cédé à la Prusse en 1815.
Devint ensuite un quartier de Sarrelouis dans les années 1970.

## Lieux et monuments

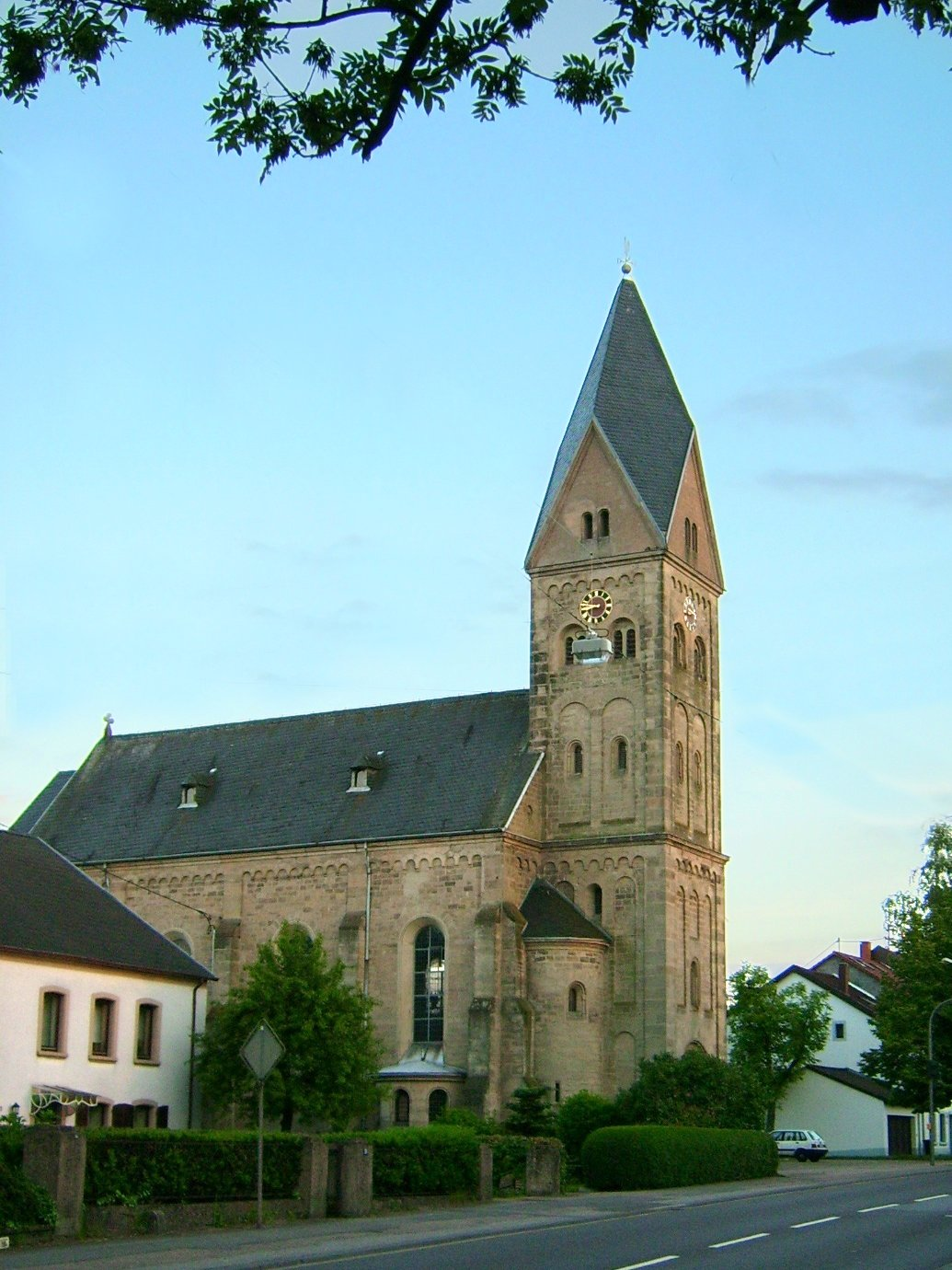
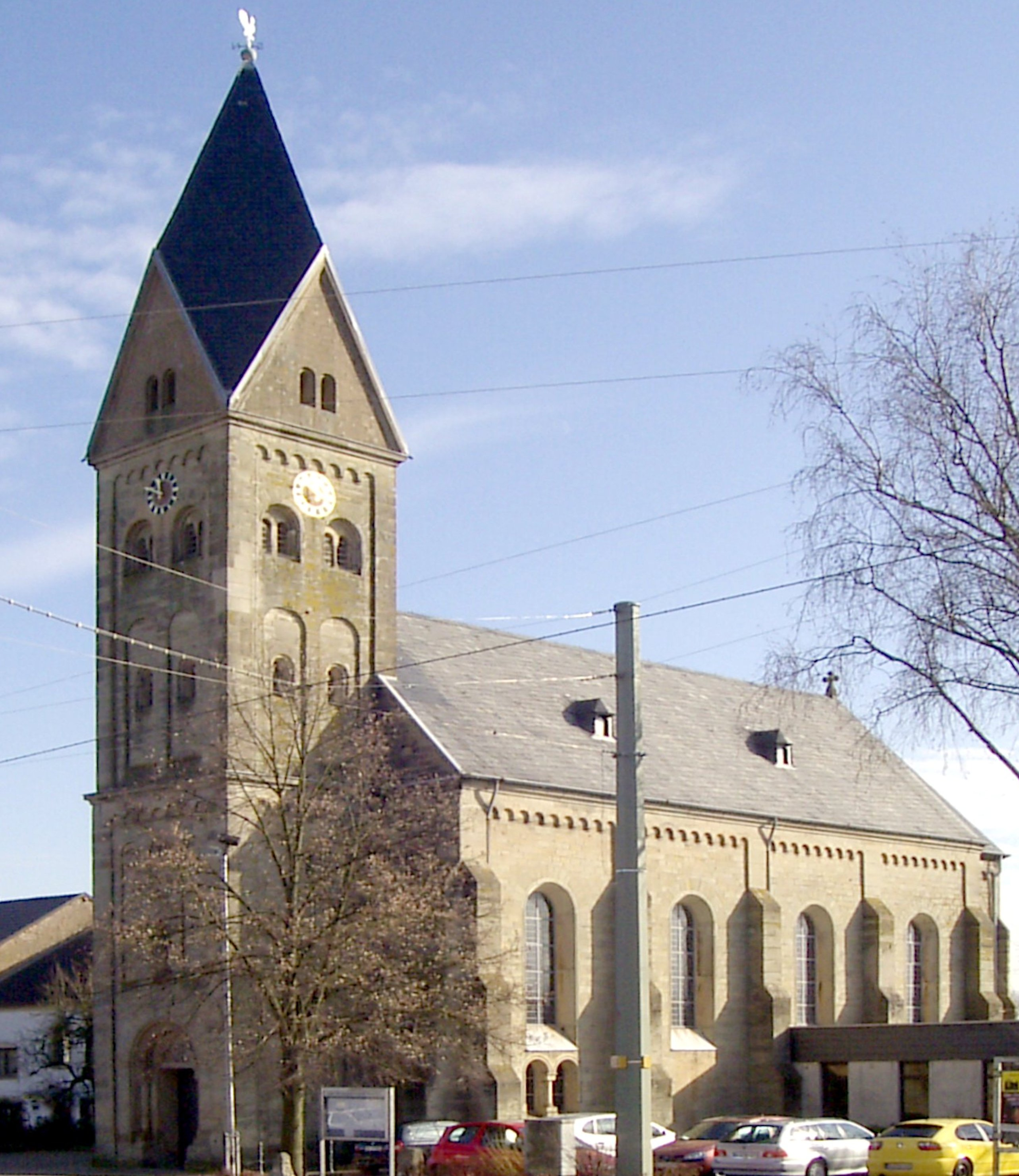